# 大雄的月球探測記
《多啦A夢：大雄之月球探測記》（香港又译作）， 是2019年3月1日上映的日本動畫電影，多啦A夢電影系列第39作。宣傳標語有：「朋友的歷史，46億年」、「我，相信想像力」、「我，相信未來」、「我，相信友情」、「我，相信愛」、「我，相信著大家」、「去見月兔吧」、「相信的力量使我們相繫」等。

## 劇情
月球探測器拍到神秘白色影子的熱門新聞，令大雄忽發奇想：「月球上真的有兔子！」，雖然大雄遭到大家的嘲笑，但是哆啦A夢使用了祕密道具「異說俱樂部徽章」、「動物黏土」在月球的背面創造出月兔並建造了月兔王國！後來，大雄一行人和神秘的轉校生月野露卡來到月兔王國，更與露卡的姐姐露娜以及其他族人擁有不可思議力量、被稱為「超能力者」的孩子成為朋友。然而一艘來歷不明的太空船捉走了所有超能力者，原本要一起使用任意門逃回地球的露卡為了保護大雄一行人以及救出族人，亦落入敵人手中。大雄一行人能夠拯救出琉華等人嗎？一場關於友情的冒險，就此展開！

## 概要
- 本作是以漫畫《多啦A夢》第23卷作品《異説俱樂部徽章》為原案的原創作品，也是本系列作品首度由女作家單獨擔綱劇本撰寫。
- 本作的編劇辻村深月是日本著名暢銷書作家，自小深受《多啦A夢》與藤子·F·不二雄影響。
- 2019年是人類第一次踏上月球的50周年、也是首次探測器登陸月球背面、多啦A夢系列動畫化的40周年，同時也是平成時代的最後一年[4]。此外，本作也是多啦A夢電影自2006年新系列以來首度連續3年的原創作品，也是系列電影首度將上映日由星期六改為星期五的作品。
- 本作是在臺灣上映的多啦A夢電影之中，最多電影院上映的一部（全台共有74家上映）。
- 由本作开始至《STAND BY ME 哆啦A夢 2》，中國大陸和台灣版本均由同一人聲演多啦A夢。[5]
- 受日韓貿易戰及2019冠狀病毒病疫情的影響，本作在韓國首次直接跳過電影院上映，改為在VOD平台播映。
- 本作是繼《大雄的金銀島》後第二部票房達50億的《多啦A夢》系列電影作品[註 3]。

## 沿革
- 2018年10月11日（东京時間），官方網站啟用，並開始倒數公布的時間。[6]
- 2018年10月15日18:00（东京時間）正式公布電影標題，並釋出第一版預告片。[7][8]
- 2018年12月14日，公布第二版預告片及正式海報。
- 2019年3月1日，日本首映。

## 配音員

### 預告片旁白
- 臺灣：陳美貞（多啦A夢）
- 香港：黄昕瑜

### 角色（台灣譯名）
| 角色         | 配音員     | 配音員   | 配音員   | 配音員   |
| 角色         | 日本       | 臺灣     | 香港     | 中国大陆 |
| 原著角色     | 原著角色   | 原著角色 | 原著角色 | 原著角色 |
| ------------ | ---------- | -------- | -------- | -------- |
| 哆啦A夢      | 水田山葵   | 陳美貞   | 黄昕瑜   | 陳美貞   |
| 大雄         | 大原惠     | 楊凱凱   | 陸惠玲   | 紀艷芳   |
| 靜香         | 嘉數由美   | 許淑嬪   | 梁少霞   | 楊鳴     |
| 胖虎         | 木村昴     | 于正昌   | 陳卓智   | 趙鑫     |
| 小夫         | 關智一     | 劉傑     | 黃鳳英   | 牟珈論   |
| 野比玉子     | 三石琴乃   | 許淑嬪   | 陳安瑩   | 王曉巍   |
| 野比大助     | 松本保典   | 劉傑     | 張炳強   | 王利軍   |
| 老師         | 高木渉     | 劉傑     |          |          |
| 出木杉英才   | 萩野志保子 | 李昀晴   |          | 荣雨奇   |
| 安雄         | 慶長佑香   | 錢欣郁   |          |          |
| 春夫         | 矢口麻美   | 徐瑀甄   |          |          |
| 電影角色     |            |          |          |          |
| 月野露卡     | 皆川純子   | 王貞令   | 馮詠恩   | 高晗     |
| 露娜         | 廣瀨愛麗絲 | 李昀晴   | 黃紫嫻   | 牟珈论   |
| 亞露         | 大谷育江   | 徐瑀甄   | 羅婉楓   | 杨鸣     |
| 摩仔         | 雪路       | 錢欣郁   | 楊婉潼   | 王利军   |
| 野比兔       | 渡邊明乃   | 連婉鈞   |          |          |
| 月怪兔       | 寺島拓篤   | 胡鎮璽   |          |          |
| 巨蟹         | 中岡創一   | 孫誠     |          |          |
| 螃蟹         | 高橋茂雄   | 王辰驊   | 何家裕   | 郭金非   |
| 鱈場         | 武田幸史   | 胡鎮璽   | 張炳強   | 敦金飞   |
| 高達德       | 柳樂優彌   | 歐祖豪   | 陳成港   | 孟令軍   |
| 迪亞科羅     | 吉田鋼太郎 | 胡鎮璽   | 馮瀚輝   | 胡連軍   |
| 卡雅         | 酒井藍     | 王貞令   |          |          |
| [ 註 4 ]     | 生天目仁美 | 連婉鈞   |          |          |
| [ 註 4 ]     | 金光宣明   | 胡鎮璽   |          |          |
| [ 註 4 ]     | 村瀨迪與   | 徐瑀甄   |          |          |
| 高達露       | 柳樂優彌   | 歐祖豪   |          |          |
| 超能力者之母 | 渡邊明乃   | 錢欣郁   |          |          |
| 女主播       |            | 錢欣郁   |          |          |

## 角色介紹
- 艾斯帕露：生活在月球背面、能夠使用超能力的種族。
  - 月野露卡：來到大雄學校的轉校生[10]。
  - 露娜：與躲避輝夜星人的同伴一起生活[10]。
  - 亞露：能發出有破壞力的音波。有預知未來的能力，但無法自己控制[10]。
  - [註 4]
  - [註 4]
  - [註 4]
  - [註 4]
  - [註 4]
  - [註 4]
  - [註 4]
  - [註 4]
- 摩仔：露卡的烏龜朋友，跑得非常快（據說是宇宙第一）。
- 月兔
- 野比兔：帶著眼鏡，與大雄非常相像的月兔，喜歡發明，做出來的發明功能都是相反的道具。
- 月怪兔
- 高達德

戈達爾博士的子孫，聽從迪亞波羅的命令，捕捉超能力者的部隊隊長。抓超能力者目的是讓輝夜星重返光明，後得知被迪亞波羅利用。
- ゴダール博士
- 高達德的手下
  - 巨蟹
  - 螃蟹
  - 鱈場
- 迪亞科羅：輝夜星的統治者，為了神秘的目的正在尋找超能力者；真正身分是人工智能機械人，是專門用來破壞的武器。
- 卡雅[註 4]：家住鹿屋星的阿姨。

## 工作人員
- 原作：藤子·F·不二雄
- 導演：八鍬新之介
- 編劇：辻村深月
- 演出：冈野慎吾、山口晋
- ：丸山宏一
- 音乐：服部隆之

## 翻譯人員
- 台灣：左鈴鐺[11][12][13]
- 香港：螺絲[11][12][13]
- 中國大陸：高齡少年EK、小東君、cfandora[11][12][13][註 5]

## 主題曲
| 類別   | 歌曲                      | 作詞     | 作曲     | 编曲     | 演唱                                                                   |
| ------ | ------------------------- | -------- | -------- | -------- | ---------------------------------------------------------------------- |
| 片頭曲 | 「實現夢想的多啦A夢（夢をかなえてドラえもん）」 | 黑須克彥 | 黑須克彥 | 大久保薰 | Mao（Columbia Entertainment）／合唱 - 向日葵兒童合唱團（日本哥伦比亚） |
| 主題曲 | 「THE GIFT」              | 平井大   | 平井大   | 平井大   | 平井大                                                                 |

## 票房
| 上一届： 飛翔吧！埼玉 | 2019年日本週末票房冠軍 第9-14周 | 下一届： 《名偵探柯南：紺青之拳》 |

## 相關作品與合作企劃

### 小說
《小說 電影哆啦A夢 大雄的月球探測記》於2019年2月7日以四六版及JUNIOR文庫版等兩種類進行發售。由撰寫本作劇本的辻村深月親自執筆。本書發售後，辻村的訪談影片與逐字稿也隨之公開。
| 小学馆       | 小学馆                                                  | 中国友谊出版公司 | 中国友谊出版公司       |
| 发售日期     | ISBN                                                    | 发售日期         | ISBN                   |
| ------------ | ------------------------------------------------------- | ---------------- | ---------------------- |
| 2019年2月7日 | ISBN 978-4093865296 ISBN 978-4092312760（Junior文库版） | 2021年9月15日    | ISBN 978-7-5057-4960-3 |

### 電影原聲帶
接續前作《大雄的金银岛》（2018年），於2019年2月27日發售《「電影哆啦A夢 大雄的月球探測記」原聲帶》』，收錄40首曲目。

### 遊戲機遊戲
Nintendo Switch專用的《哆啦A夢 大雄的月球探測記》於2019年2月28日由FURYU公司發售。種類設定為「月球開拓冒險アドベンチャー」。

### 藤子·F·不二雄博物館
2019年3月9日，藤子·F·不二雄博物館館内設施「F劇院」上映新作《哆啦A夢&F角色全明星《月球競速大危機！？》》。劇本由辻村執筆另外，曾執導《新·大雄與鐵人兵團》（2011年），《大雄的秘密道具博物館》（2013年）等作品的寺本幸代擔任此片導演。

### 快閃商店
為紀念電影上映而舉辦期間限定的商品販賣店。分別預計為東京巨蛋城店（2019年1月26日 - 4月7日）、梅田HEP FIVE店（2019年2月23日 - 4月29日）及橫濱地標大廈店（2019年3月1日 - 5月26日）等3店舗。

### 特別對談
本作劇本作者辻村與八鍬導演的特別對談將陸續公開。全4回。第1回於2月7日、第2回於2月22日、第3回於3月8日、第4回於3月22日依序公開。

### 導演特輯
2019年3月2日起至3月3日，朝日電視台1播出《有電視！有電影！八鍬新之介導演20小時特輯》。主要為不間斷播出八鍬過去經手過的電視節目及電影作品，以及八鍬的特別訪談及劇本作者辻村的談話。

### 中文配音特辑
本次剧场版中是首次有台灣配音演员在中國大陸電影院「献声」，在上映前夕發行的配音特辑中，展示了此次剧场版配音的幕后花絮及对哆啦A梦配音陈美贞的采访。

## 外部連結
- 《哆啦A夢：大雄的月球探險記》官方網站 （页面存档备份，存于）
- 互联网电影数据库（IMDb）上《大雄的月球探測記》的资料（英文）
- 開眼電影網上《大雄的月球探測記》的資料（繁體中文）
- Yahoo奇摩電影上《大雄的月球探測記》的資料（繁體中文）
- 雅虎香港電影上《大雄的月球探測記》的資料（繁體中文）
- 豆瓣电影上《大雄的月球探測記》的資料 （简体中文）
- 时光网上《大雄的月球探測記》的資料（简体中文）